# Skawica (wieś)
Skawica – wieś w południowej Polsce położona w województwie małopolskim, w powiecie suskim, w gminie Zawoja. W latach 1975–1998 miejscowość leżała na obszarze województwa bielskiego.
W 2008 r. wieś miała 2629 mieszkańców.
Skawica jest miejscowością turystyczną, położoną w dolinie Skawicy (dopływ Skawy), na granicy dwóch pasm górskich: Babiogórskiego i Przedbabiogórskiego. Jej początki sięgają XVI wieku. Początkowo Skawica obejmowała także obszar dzisiejszej Zawoi, nazywany wówczas Górną Skawicą.
W Skawicy znajduje się kościół pw. M.B. Częstochowskiej. Parafię utworzono 1 stycznia 1952 roku.
W roku 1997 w Skawicy powstał klub sportowy LKS Huragan Skawica. Klub posiada 4 drużyny piłkarskie: seniorów, juniorów starszych, juniorów młodszych i żaków. Przy stadionie sportowym Huraganu znajduje się także skocznia narciarska w Skawicy o punkcie konstrukcyjnym K-20. Od 2005 roku odbywają się na niej cyklicznie Mistrzostwa Amatorów w Skokach Narciarskich Południowej Polski.
Na terenie Skawicy odnaleziono jaskinię Oblica, która jest jednym z najcenniejszych obiektów przyrody nieożywionej Beskidu Żywieckiego i największą jaskinią na jego terenie – odkryto 436 metrów korytarzy, deniwelacja wynosi −21,1 metrów.

## Części wsi
Integralne części wsi Skawica:
przysiółkiBudowna, Hucisko, Malicka, Na Biskupce, Na Dzwonku, Na Madejce, Na Matusowej, Na Pabisce, Na Patoręcznej, Oblica, Pod Grapą, Pod Polaną, Sitarka, U Bartonków, U Kani, U Kocurków, U Kowali, U Małysy (0077340), U Orawców, U Rusina, U Sarleja, U Sołtysa, U Wiechcia (0077333), U Zaręby
części wsiFrontowo, Limów, Na Tokarnem, Sołtystwo, Sucha Góra, U Barana, U Buby Dolnego, U Buby Górnego, U Czarnego, U Ficków Dolnych, U Ficków Górnych, U Fiedora, U Franczaka, U Kocura, U Majerza, U Małysy (0077110), U Migasa, U Pacygi, U Palucha, U Sitarza, U Skuty, U Steca, U Szarleja, U Warty, U Wiechcia (0077215), U Wojtyczka, U Zemlika, U Żurka

## Postaci związane ze Skawicą
- wójt Jakub Derc – przywódca ruchu chłopskiego
- Józef Baczyński – zbójnicki harnaś Beskidów Zachodnich
- Wawrzyniec Szkolnik – urodzony w Skawicy, nauczyciel, pierwszy babiogórski przewodnik[7]

## Galeria

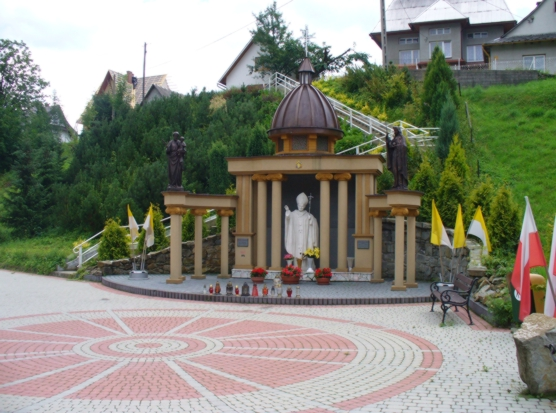
Kaplica z pomnikiem Jana Pawła II
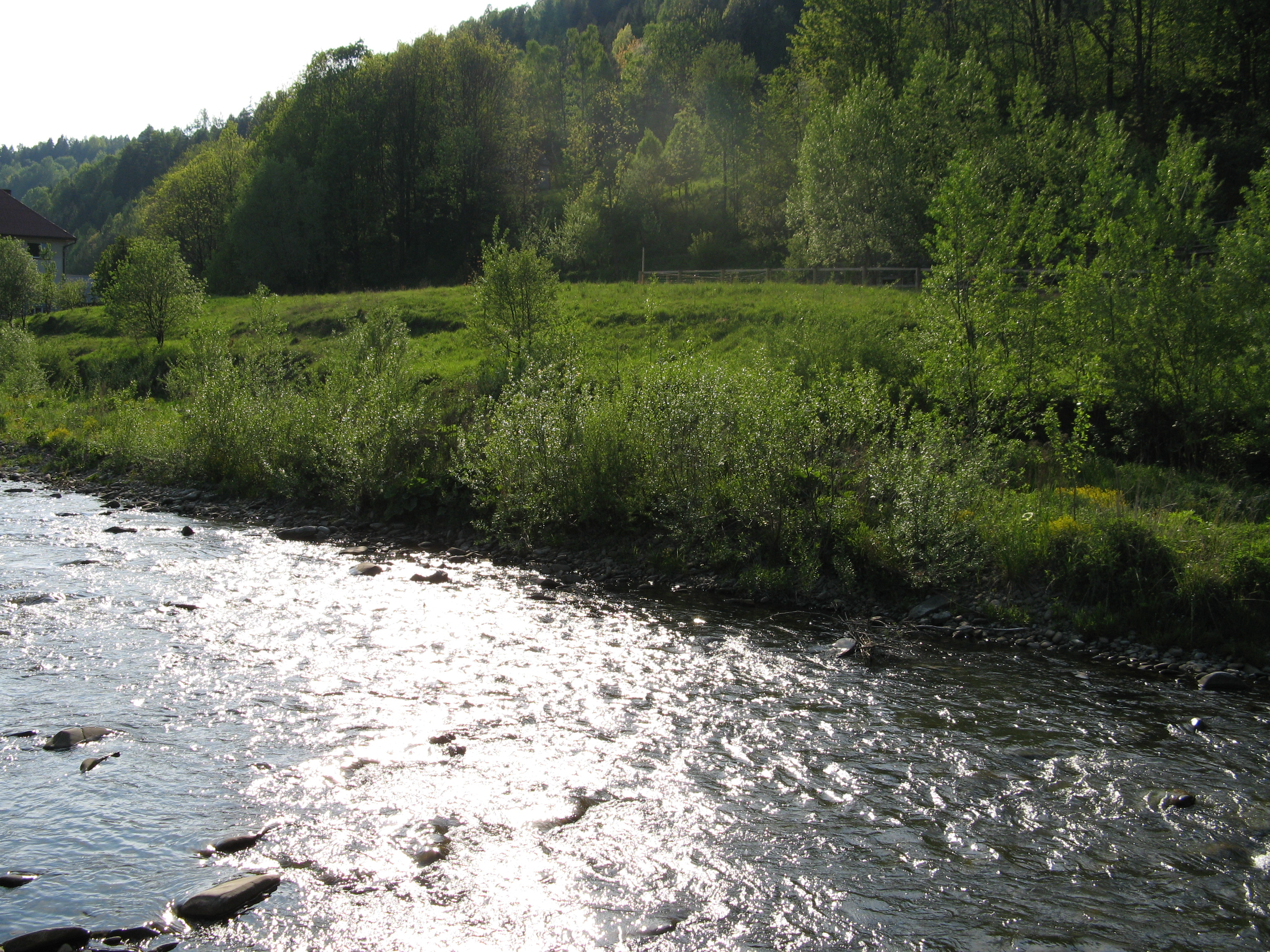
Rzeka Skawica w Skawicy
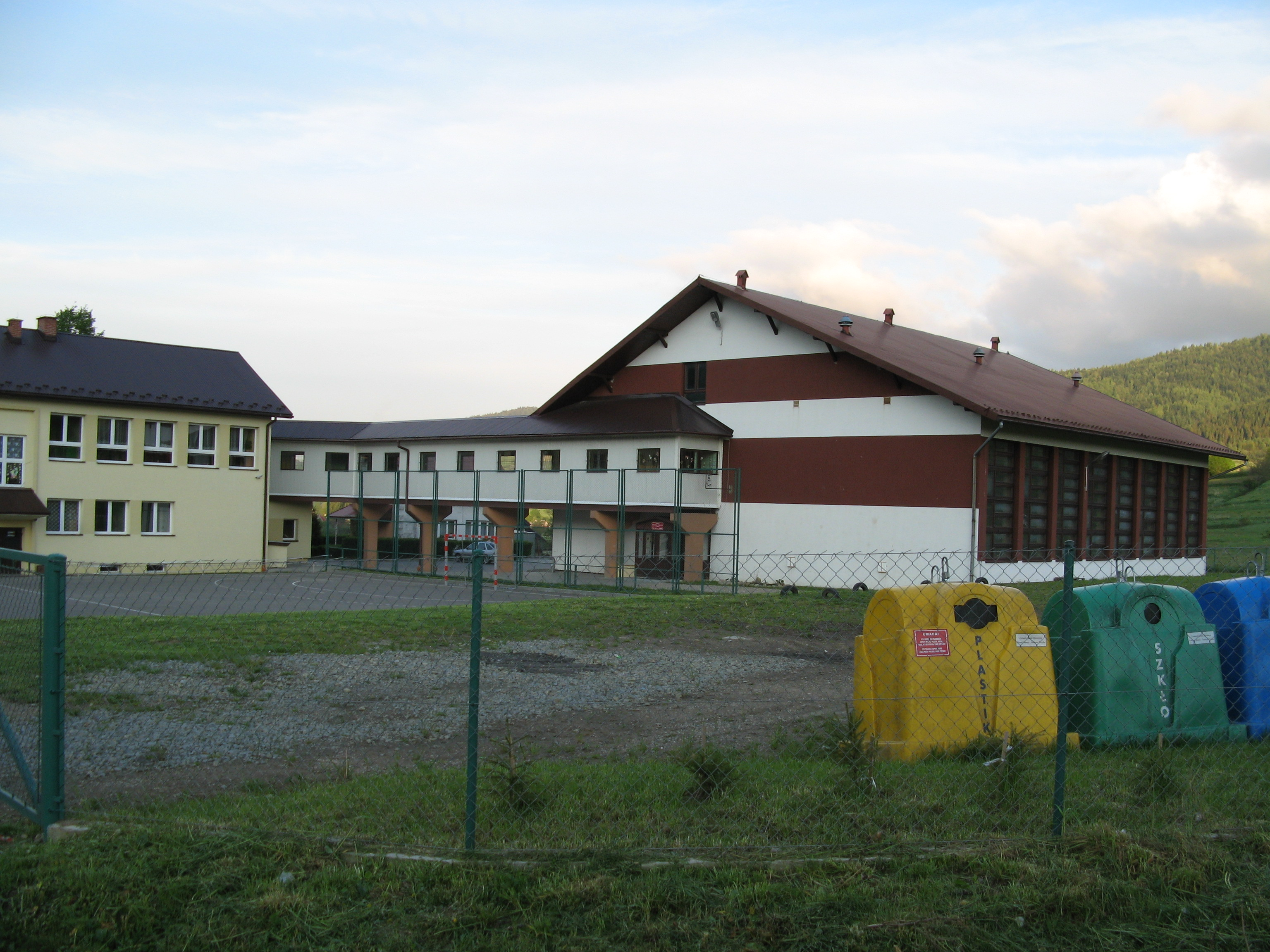
Zespół Szkół w Skawicy
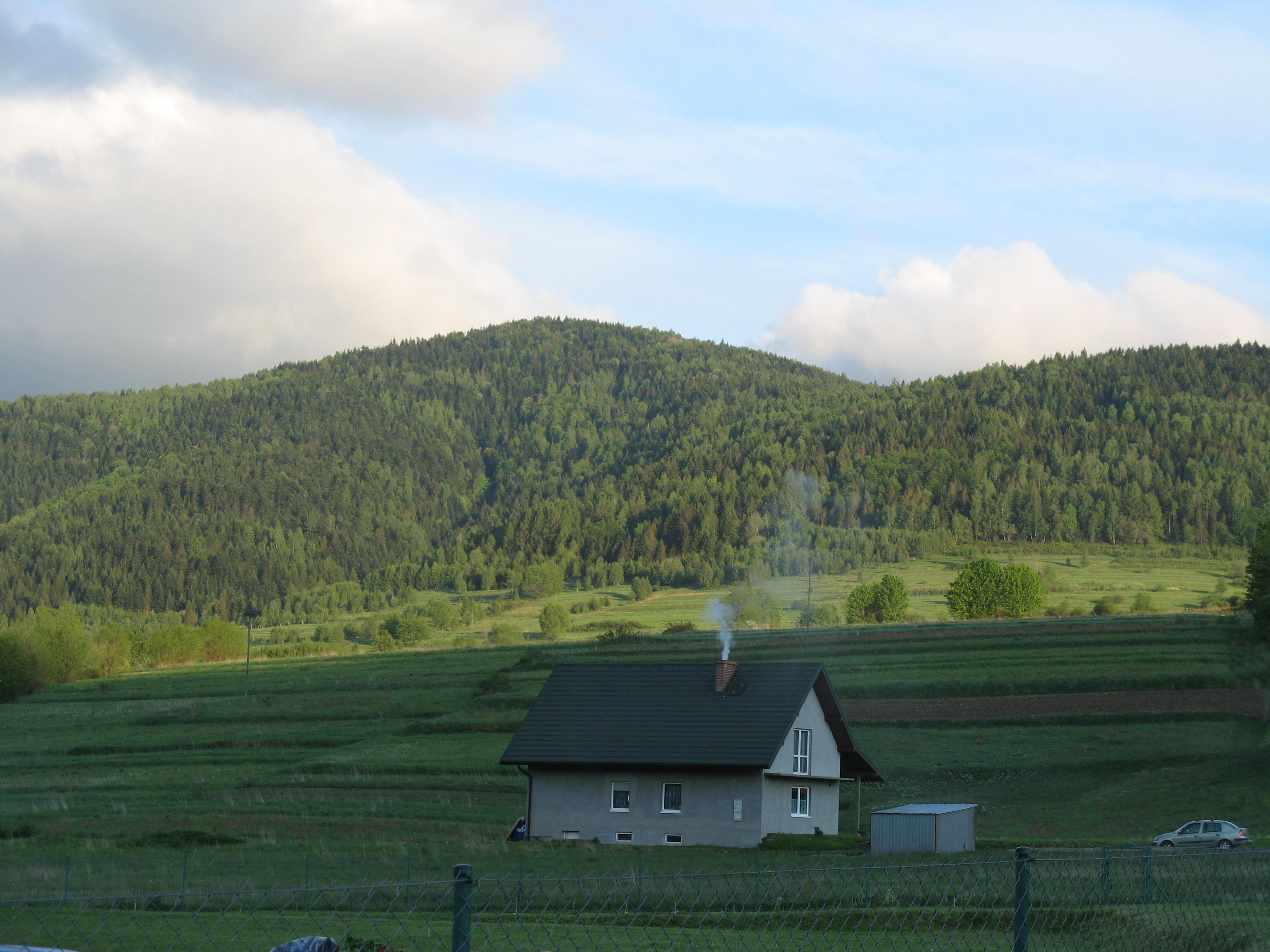
Góra Oblica
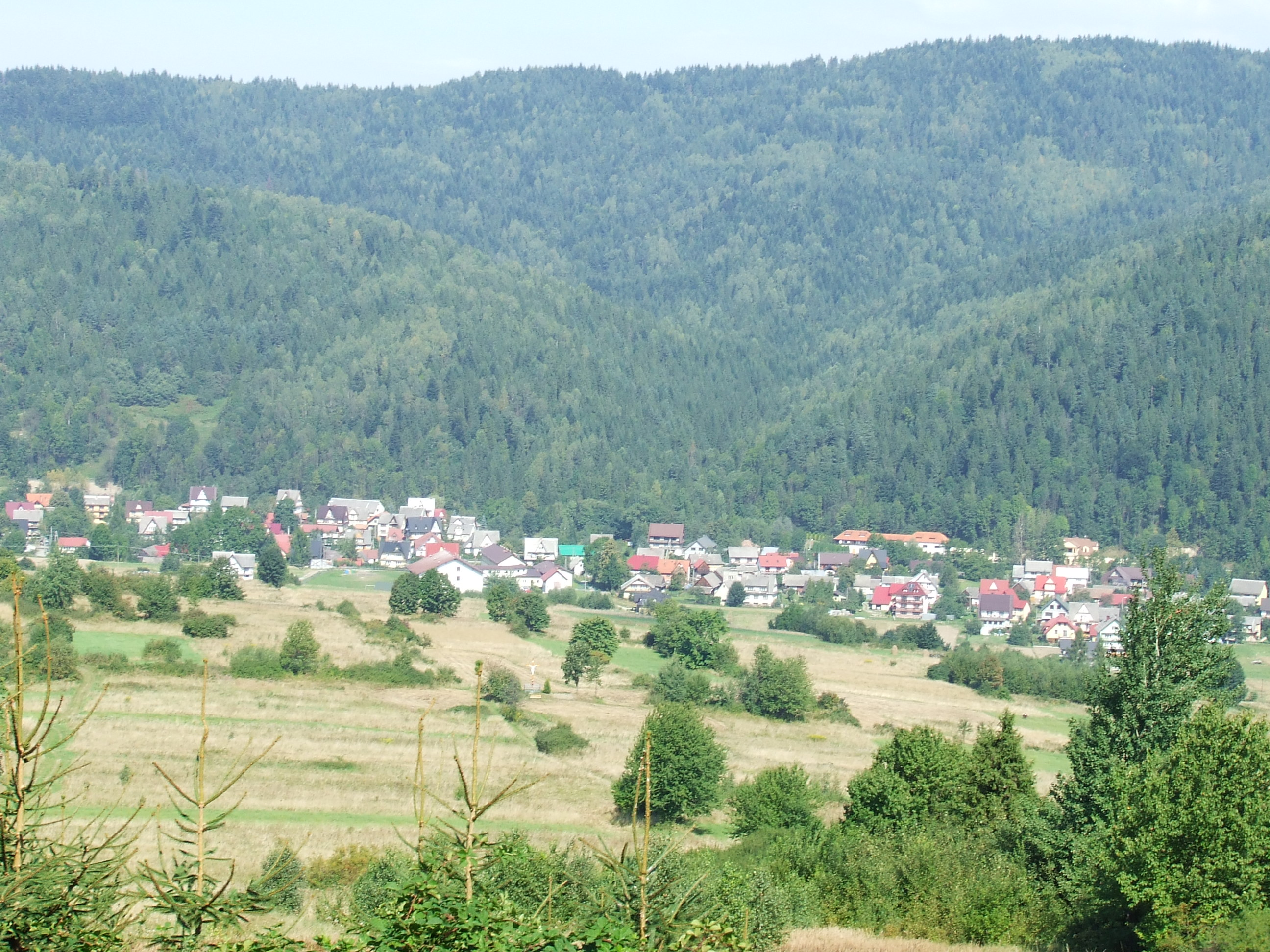
Centrum Skawicy